# Dactylella microaquatica
Dactylella microaquatica är en svampart som beskrevs av Tubaki 1957. Dactylella microaquatica ingår i släktet Dactylella och familjen vaxskålar.   Inga underarter finns listade i Catalogue of Life.